# Partito Comunista della Repubblica Popolare di Doneck
Il Partito Comunista della Repubblica Popolare di Doneck (in russo Коммунистическая партия Донецкой Народной Республики, Kommunističeskaja Partija Doneckoj Narodnoj Respubliki) è stato un partito politico della Repubblica Popolare di Doneck.

## Storia
L'8 ottobre 2014 si è tenuto il suo congresso di fondazione, nel quale è stato proclamato presidente del partito Boris Litvinov, il presidente del Soviet del Popolo della Repubblica Popolare di Doneck. Sembra che Litvinov fosse in precedenza il presidente di una sezione di Donec'k del Partito Comunista d'Ucraina.
Il partito ha sostenuto la candidatura del primo ministro Aleksandr Zacharčenko, del partito Repubblica di Doneck, alle elezioni presidenziali del 2 novembre 2014. Nelle medesime elezioni la lista del partito è stata respinta dalla commissione elettoreale a causa di "eccessivi errori nei documenti"; alcuni esponenti del partito sono stati candidati nella lista del partito Repubbliva di Doneck, e di questi tre sono stati eletti (Boris Litvinov, Vadym Zaibert e Nikolai Ragozin). Zaibert è stato poi ucciso in combattimento e non è stato sostituito.
Il 18 novembre 2014 Litvinov è stato rimosso dalla carica di presidente del Soviet del Popolo e arrestato, per poi essere successivamente rilasciato.
Nel 2016 Litvinov e Ragozin sono stati espulsi dal Soviet del Popolo per "mancanza di fiducia", lasciando quindi il partito senza alcuna rappresentanza parlamentare.

## Congressi
- I Congresso - Donec'k, 8 ottobre 2014
- II Congresso - Donec'k, 2 aprile 2016
- III Congresso - Donec'k, 16 luglio 2016

## Risultati elettorali
| Elezione          | Voti                    | %                       | Seggi   |
| ----------------- | ----------------------- | ----------------------- | ------- |
| Parlamentari 2014 | In Repubblica di Doneck | In Repubblica di Doneck | 3 / 100 |
| Parlamentari 2018 | N.D.                    | N.D.                    | 0 / 100 |